# 久万高原町消防本部
久万高原町消防本部（くまこうげんちょうしょうぼうほんぶ）は、愛媛県上浮穴郡久万高原町の消防部局（消防本部）。

## 管内の現況
- 管内の人口 - 7,440人

2020年（令和2年）1月1日現在
- 管内の世帯数 - 3,742世帯

2020年（令和2年）1月1日現在
- 管内の面積 - 583.69km2

2020年（令和2年）1月1日現在

## 沿革
- 1978年（昭和53年）4月1日 - 上浮穴郡生活環境事務組合消防本部・消防署（久万町、面河村、美川村、柳谷村、小田町を管轄）が発足し、消防業務を開始する[1]。
- 2004年（平成16年）
  - 8月1日 - 久万町、面河村、美川村、柳谷村が合併し、久万高原町が発足する[1]。
  - 12月31日 - 上浮穴郡生活環境事務組合を解散する[1]。
- 2005年（平成17年）
  - 1月1日 - 小田町が五十崎町、旧内子町と合併し、新内子町が発足する。これに伴い、旧小田町域の管轄を大洲地区広域消防事務組合に移管する[1]。
  - 1月1日 - 久万高原町消防本部が発足する[1]。
- 2016年（平成28年）6月23日 - 消防本部・消防署庁舎（現在の庁舎）が落成し、開所式を挙行し、同日運用を開始する[1]。

## 組織
- 消防長（消防司令長）
  - 消防次長
    - 消防総務課 - 総務係、予防係、消防団係
    - 消防課 - 警防係、救急係、救助係
    - 久万高原町消防署
      - 消防課 - 第一小隊、第二小隊、第三小隊、救助隊
      - 美川支署

2019年（平成31年）4月1日現在

## 配置車両
| 配置車両         | 配置台数 |
| ---------------- | -------- |
| 消防ポンプ自動車 | 2台      |
| 指揮車           | 1台      |
| 救助工作車       | 1台      |
| 救急自動車       | 3台      |
| その他車両       | 5台      |

2019年（平成31年）4月1日現在

## 消防署等
消防署
| 消防署           | 郵便番号   | 所在地                                 | 支署     |
| ---------------- | ---------- | -------------------------------------- | -------- |
| 久万高原町消防署 | 〒791-1207 | 愛媛県上浮穴郡久万高原町下野尻甲33番地 | 美川支署 |

支署
| 支署     | 郵便番号   | 所在地                                  |
| -------- | ---------- | --------------------------------------- |
| 美川支署 | 〒791-1501 | 愛媛県上浮穴郡久万高原町上黒岩2923番地1 |